# 横手市立横手明峰中学校
横手市立横手明峰中学校（よこてしりつ よこてめいほうちゅうがっこう）は、秋田県横手市大雄にある公立中学校。通称「明峰（めいほう）」。

## 概要
横手明峰中学校は、雄物川中学校・大森中学校・大雄中学校の統合によって2012年（平成24年）に開校した学校であり、現行の校舎もこの際に新築されたものである。校舎は鉄筋コンクリート構造3階建て、延床面積1万2,421.13m2で、教室棟、体育館、武道館が一体になっている。300mトラックの陸上競技場を併設。
横手市西部の大雄地域、一級河川雄物川の畔に位置し、雄物川地域・大森地域・大雄地域を広く学区としている。市内中学校の生徒数としては横手南中学校に次ぐ2番目の規模（2023年時点・346名）。
3つの各地域の中心地からは離れた場所に位置しており、周辺は田園地帯となっている。

## 沿革
以下、注釈の無い項目は公式サイトの情報によるもの。
- 2012年（平成24年） 
  - 4月1日 - 開校。
  - 4月5日 - 最初の始業式挙行
  - 4月6日 - 第1回入学式挙行。
  - 4月15日 - 開校式挙行。
- 2013年（平成25年）
  - 3月9日 - 第1回卒業証書授与式挙行。
  - 3月21日 - 最初の修了式挙行。
  - 3月29日 - 最初の退任式・離任式挙行。
- 2015年（平成27年）11月24日 - 校訓制定。

## 校歌
- 作詞：森谷茂
- 作曲：坂本光宏

歌詞などは学校の公式サイトを参照。

## 学区
- 雄物川小学校・大森小学校・大雄小学校の学区[7]。

## 周辺
- 秋田県道13号湯沢雄物川大曲線

## アクセス
- 横手市役所雄物川地域局から、車で約5km・約10分。
- 東日本旅客鉄道（JR東日本） 
  - 奥羽本線 後三年駅から、車で約11.5km・約23分。
  - 奥羽本線・北上線 横手駅から、車で約12.1km・約25分。
- 羽後交通大森線 大上橋バス停から、徒歩で約1km・約15分。

## 著名な卒業生
- 柴田正敏（政治家、旧雄物川中学校卒）
- 上田準二（実業家、旧大森中学校卒）
- 長谷川誠（プロバスケットボール選手、旧雄物川中学校卒）